# Christian Schwarz (Naturbahnrodler)
Christian Schwarz (* 25. April 1988 in Schlanders) ist ein ehemaliger italienischer Naturbahnrodler. Er wurde 2008 Juniorenweltmeister im Einsitzer.

## Karriere
Nachdem Schwarz bereits im Interkontinentalcup aktiv gewesen war, startete er 2005 erstmals bei einer internationalen Meisterschaft. In Kandalakscha erreichte er bei der Junioreneuropameisterschaft 2005 den vierten Platz. Im nächsten Winter kam er erstmals in der Allgemeinen Klasse zum Einsatz und erzielte bei der Europameisterschaft 2006 in Umhausen Rang acht. Drei Wochen danach gewann er hinter seinem Landsmann Patrick Pigneter die Silbermedaille bei der Juniorenweltmeisterschaft 2006 in Garmisch-Partenkirchen.
Sein erstes und einziges Weltcuprennen im Einsitzer bestritt Schwarz zum Auftakt der Saison 2006/2007 in seinem Heimatort Latsch, wo er den vierten Platz erreichte. Im Rest des Winters kam er wieder im Interkontinentalcup zum Einsatz, wo er am 4. Februar in Laas seinen ersten Sieg feierte. Bei der Junioreneuropameisterschaft 2007 in St. Sebastian belegte er nur den siebenten Platz.
Im Winter 2007/2008 erreichte Schwarz mit einem Sieg in Latzfons den vierten Gesamtrang im Interkontinentalcup und damit sein bestes Gesamtergebnis. Den größten Erfolg seiner Karriere feierte er im Februar 2008 bei der Juniorenweltmeisterschaft in Latsch, als er mit acht Hundertstelsekunden Vorsprung auf seinen Landsmann Hannes Clara Juniorenweltmeister wurde. Eine Woche später fuhr er bei der Europameisterschaft 2008 in Olang auf Platz elf. In diesem Winter nahm er in Umhausen gemeinsam mit Philipp Antholzer auch an einem Weltcuprennen im Doppelsitzer teil. Sie kamen allerdings nicht in die Wertung. 2008 gab Schwarz seinen Rücktritt vom aktiven Rodelsport bekannt. Er übernahm anschließend die Betreuung der Nachwuchsrodler im ASV Latsch.

## Sportliche Erfolge

### Europameisterschaften
- Umhausen 2006: 8. Einsitzer
- Olang 2008: 11. Einsitzer

### Juniorenweltmeisterschaften
- Garmisch-Partenkirchen 2006: 2. Einsitzer
- Latsch 2008: 1. Einsitzer

### Junioreneuropameisterschaften
- Kandalakscha 2005: 4. Einsitzer
- St. Sebastian 2007: 6. Einsitzer

### Weltcup
- Ein vierter Platz im Einsitzer am 4. Januar 2007 in Latsch